# Lee Clow
Lee Clow (Los Angeles, 1943) è un pubblicitario statunitense.
Art director.
Secondo la rivista statunitense Advertising Age è da considerarsi una delle figure più influenti della storia della pubblicità del Novecento. Il suo nome è legato principalmente a quello dell'agenzia Chiat/Day e alle réclame per l'Apple Macintosh.

## Biografia

### Esordi
Figlio adottivo di un impiegato dell'industria aerospaziale, appassionato di televisione, Clow addebita gran parte della sua passione per la pubblicità alle campagne che la DDB realizza negli anni sessanta per il Maggiolino della Volkswagen.
Studia arte presso il Santa Monica City College, e segue corsi di design presso il Long Beach State.
Inizia il suo praticantato presso uno studio di grafica. Il suo primo impiego importante lo ottiene da lì a breve presso la N. W. Ayer & Son ma, nonostante all'epoca fosse una tra le agenzie pubblicitarie più importanti del mondo, Clow la abbandona dopo appena un paio di anni perché ritiene l'ambiente troppo rigido. Si sente infatti molto più in sintonia con l'approccio che aveva cambiato le regole della pubblicità nel corso degli anni cinquanta e sessanta, ossia la Seconda rivoluzione creativa guidata da Bill Bernbach.

### Gli anni della Chiat/Day
Nel 1973 riesce ad entrare a lavorare, in qualità di art director, in una giovane agenzia californiana che si chiama Chiat/Day, e che egli definirà «un grande forum di associazioni libere in grado di promuovere la creatività». Qui sviluppa e affina il mestiere di pubblicitario, e il suo principale maestro è proprio Jay Chiat, il fondatore dell'agenzia.
A partire dal 1977 riesce a guadagnare posizioni all'interno dell'azienda: nel 1982 viene nominato direttore creativo dell'ufficio di Los Angeles; nel 1984 viene nominato presidente, chief creative officier e art director senior.
Clow, tuttavia, preciserà in seguito che la possibilità che egli ha avuto di fare carriera è stata dovuta in buona parte all'ambiente libero e all'assenza di strutture gerarchiche rigide che caratterizzavano la Chiat/Day.
Lavori importanti che Clow esegue in quest'epoca sono quelli per la Nike, per la Yamaha, per la Nissan, per la Porsche, per la Pepsi, per la birra Olympia, per la California Cooler, per la catena di ristoranti Pizza Hut, per l'emittente televisiva KNBC.
Ma il più significativo in assoluto è e rimane "1984", lo spot che realizza per il lancio del computer Apple Macintosh: il filmato di 60 secondi, diretto da Ridley Scott, andrà in onda una sola volta nel corso della diretta televisiva del Super Bowl, ma entrerà nella storia della pubblicità.

All'epoca "1984" vince il primo premio a Cannes, il premio Clio, il premio Effie, i Belding Sweeptakes, e viene successivamente nominato da Advertising Age réclame del decennio.

Altro spot significativo, sempre per il Macintosh (the Macintosh Office, per l'esattezza), è "Lemmings" che malgrado l'assoluto insuccesso contribuisce a fissare lo stile irriverente di Apple in pubblicità.
Clow sostiene che gli elementi alla base del suo stile pubblicitario sono
la fiducia in se stessi e il coraggio di portare avanti le proprie idee: «Se non siete sicuri di voi stessi, è molto facile che la fede nel vostro prodotto che hanno gli altri sia minacciata», «La maggior parte delle idee mette un po' paura, se un'idea non mette paura non è affatto un'idea».
Inoltre fa suoi alcuni elementi fondamentali della filosofia pubblicitaria di Bill Bernbach: impatto, ma soprattutto intelligenza: «La buona pubblicità è un dialogo con la gente... La pubblicità più intelligente è quella che comunica le cose migliori rispettando l'intelligenza del consumatore. È una pubblicità che gli lascia portare qualcosa nel processo di comunicazione, contrariamente a quello che si fa in alcuni lavori più giustamente criticati nella nostra professione, in cui si cerca di inculcare i vantaggi di un sapone o di una mistura per dolci nella testa di una povera massaia ripetendoglielo 37 volte in 30 secondi».
È utile precisare, tuttavia, che il successo ottenuto da Clow, a fronte tra l'altro di una produzione relativamente limitata, non è tanto importante di per sé, quanto piuttosto perché si contrappone allo strapotere di Madison Avenue, ossia al più importante centro statunitense della pubblicità, e quindi del mondo.
A sua volta però, al successo di Clow, hanno contribuito probabilmente anche elementi che sono andati ben al di là dell'abilità professionale, ma che sono stati importanti per trasformarlo in una sorta di personaggio. In primis il suo aspetto, che indubbiamente risaltava nel contesto formale degli yuppies degli anni ottanta: capelli lunghi, barba incolta, abiti trasandati e ciabatte ai piedi.
Nel 1990 viene annoverato nella Art Directors Club Hall of Fame.

### Gli anni della TBWA/Chiat/Day
Come sottolineato dallo stesso Clow in più di un'occasione, egli non è molto interessato ad entrare nell'ambito di Madison Avenue, e anzi ne rappresenta un'alternativa. Eppure, per ironia della sorte, il mercato globale gli riserberà altri progetti: nel 1995 l'Omnicom Group acquisisce la Chiat/Day e la fonde con la TBWA dando vita alla TBWA/Chiat/Day.
Clow mantiene tuttavia una posizione di rilievo all'interno del nuovo agglomerato. Ma soprattutto riesce ad esprimere ancora la propria creatività, anche quando si trova a doverla applicare seguendo la nuova filosofia della "Disruption" proposta sul finire degli anni novanta dal capo della TBWA Jean-Marie Dru.
Tra le campagne pubblicitarie di questa nuova era, una delle più significative è quella curata per la catena di ristoranti specializzata in cucina messicana Taco Bell (1997 – il testimonial è un cagnolino chihuahua parlante: «¡Yo Quiero Taco Bell!»).
Nel 1999 l'American Marketing Association conferirà alla campagna l'Effie Award.
Ancora una volta, però, i suoi lavori più noti Clow li realizza per la Apple: nel 1997 cura infatti la campagna pubblicitaria «Think different» relativa ai computer PowerBook G3 e iMac.

E sempre nel 1997 viene nominato "Creative Executive" dell'anno da USA Today.
Nel 2004 cura invece la campagna pubblicitaria per l'iPod (silhouette scure, di persone intente ad ascoltare musica col lettore bianco di Steve Jobs, si stagliano su un fondo colorato monocromatico).
Lo stesso anno riceve, ai Clio Awards, il premio speciale Lifetime Achievement.
Nel 2008 l'Energizer Bunny, il pupazzetto rosa testimonial delle batterie portatili ideato da Dick Sittig, sotto la direzione creativa di Clow vince l'Effie Award (categoria: "Successo convalidato").
A partire dall'autunno del 2009, all'età di 66 anni, Lee Clow inizia un graduale ritiro dalle attività dell'agenzia per la quale ha lavorato tutta la vita.
Il 14 febbraio 2019 annuncia il suo ritiro definitivo da ogni attività.